# Magdalena Górska

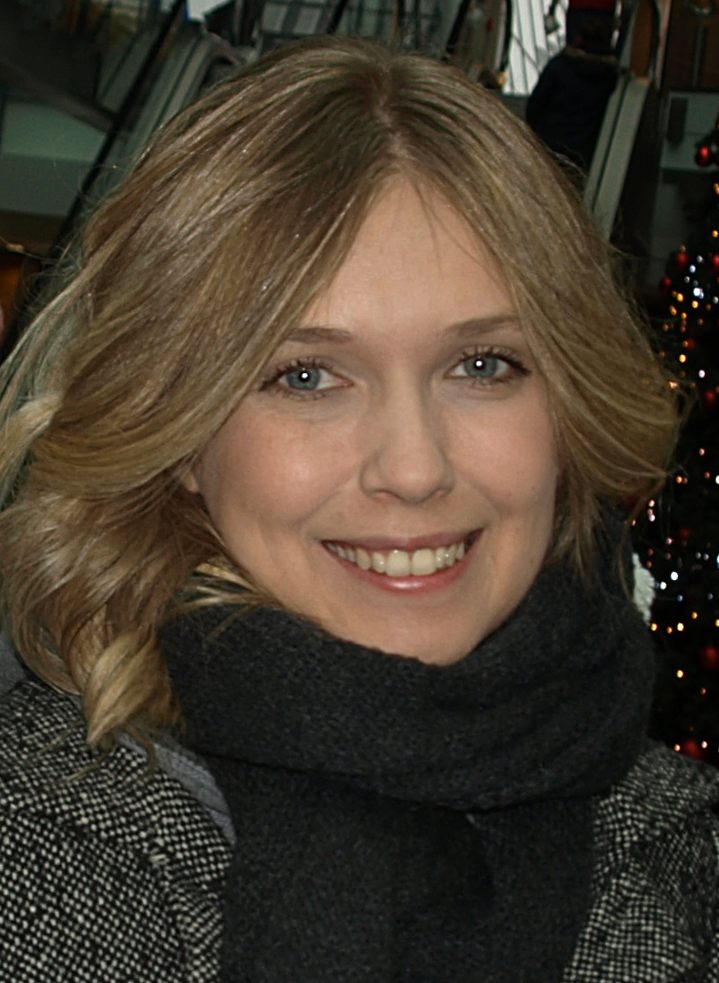
Magdalena Górska (2015)

Magdalena Górska (ur. 21 września 1981 w Warszawie) – polska aktorka filmowa i telewizyjna.

## Życiorys
W 2004 roku ukończyła studia w Akademii Teatralnej w Warszawie.
Jest żoną reżysera Wojciecha Urbańskiego. Ma dwie córki.

## Filmografia

### Filmy
- 2005: Skazany na bluesa jako asystentka Grubera
- 2006: Polowanie na Anglika jako Anna Woleńska
- 2006: Wszyscy jesteśmy Chrystusami jako studentka
- 2007: Testosteron jako narzeczona Fistacha z oazy
- 2008: Na kredyt jako Agnieszka
- 2008: Wichry Kołymy jako Magda
- 2009: Balladyna jako lekarz laboratoryjny
- 2011: War of the Dead jako Dasza

### Seriale
- 1998–2000, od 2014: Klan jako Sandra Stec
- 2000: Sukces jako Beata
- 2002: Wiedźmin jako córka Foltesta (odc. 8)
- 2003: Zostać miss 2 jako Agnieszka Szewczak
- 2004: Oficer jako dziewczyna w toalecie klubu (odc. 3)
- 2004–2005: Pensjonat pod Różą jako Majka Gawrych
- 2004–2006: M jak miłość jako Aleksandra Morawska
- 2005–2006: Kryminalni jako Patrycja
- 2006: Magda M. jako Alina Galicka (odc. 29)
- 2007: Prawo miasta jako zawodniczka (odc. 1, 2, 7, 11)
- 2007–2008: Plebania jako mama Marysi (odc. 942, 1000)
- 2007: Glina jako Andżelika Myszor, dziewczyna „Spajdera” (odc. 16)
- 2008: Czerwiec 1941 jako Hanna Bielska
- 2008: Na kocią łapę jako Agnieszka Motylak
- 2010: Tilky Kochannia jako Olga Smirnowa
- 2010: Nowa jako Tamara Witecka (odc. 4)
- 2010–2011: Na dobre i na złe jako Iza
- 2010: Hotel 52 jako Agata (odc. 24)
- 2010–2011, od 2021: Pierwsza miłość jako Ewelina Kłosek
- 2012: Galeria jako Luiza (odc. 137)
- 2012: Reguły gry jako Maja (odc. 10)
- 2012: Komisarz Alex jako lekarka (odc. 15)
- 2012: Prawo Agaty jako Kinga Płońska (odc. 21)
- 2012: Piąty Stadion jako kobieta (odc. 35)
- 2013: Ojciec Mateusz jako Dereniowa (odc. 119)
- 2014: O mnie się nie martw jako kandydatka na sekretarkę (odc. 6)
- 2016: Strażacy jako Ewa Bondyga (odc. 12)
- 2017: Wojenne dziewczyny jako siostra Pelagia (odc. 5)
- 2017: Lekarze na start jako Łucja Dukszta, ofiara przemocy domowej (odc. 24-27)
- 2019: Baba z tramwaju jako producentka
- 2019: Ojciec Mateusz jako Klara Makart, córka Ksawerego (odc. 269)
- 2019: Pułapka jako żona Rufusa (odc. 11)
- 2020: Komisarz Alex jako Joanna Pieczarska, córka Szymskiego (odc. 166)

## Odznaczenia
- Odznaczenie Dumni z Powstańców – 2024[1]